# Mazeuil
Mazeuil är en kommun i departementet Vienne i regionen Nouvelle-Aquitaine i västra Frankrike. Kommunen ligger i kantonen Moncontour som tillhör arrondissementet Châtellerault. År 2022 hade Mazeuil 245 invånare.

## Befolkningsutveckling
Antalet invånare i kommunen Mazeuil
| Referens: INSEE |